# هومبرگ (وستروالدکرایس)
هومبرگ (به آلمانی: Homberg) یک شهر در آلمان است که در وستروالدکرایس واقع شده‌است. هومبرگ ۱۵۷ نفر جمعیت دارد.